# サイモン・プラウフ
サイモン・プラウフ（Simon Plouffe, 1956年6月11日 - ）は、カナダのケベック州の数学者である。彼は1995年、2進数におけるπの任意桁を計算可能にするBBPアルゴリズムの式(ベイリー＝ボールウェイン＝プラウフの公式）を発見した。彼はまた、On-Line Encyclopedia of Integer Sequences というウェブサイトになった The Encyclopedia of Integer Sequences (N.J.A. Sloane 1995)の共著者である。
1996年、プラウフは円周率 π を任意の基数において計算するアルゴリズムを発見した。Plouffe's Inverter は、2 億を越す数学定数を含むウェブサイトである。1975年、プラウフは、π の暗記の世界記録を 4096 桁で塗り替えた。この記録は1977年まで保持された。

## 著作
- The encyclopedia of integer sequences / N.J.A. Sloane, Simon Plouffe. San Diego ; Tokyo: Academic Press. (1995). pp. 535-561. ISBN 0125586302. LCCN 40-42041